# Contiki 國際青年英語半自助旅行
Contiki國際青年英語半自助旅行 是一個 Travel Corporation集團的團體旅行品牌，在歐洲、 俄羅斯、 埃及、 澳洲、紐西蘭、北美洲、南美洲及 亞洲 都有營運據點。 這間旅游公司成立於西元1962年，專門替18到35歲的年輕人 設計團體旅行，行程內容通常會包括景點觀光、自由時間、文化交流、社交互動、及探險活動。

## 歷史
contiki國際青年英語半自助旅行的創立者是约翰·安德森。1962年，他沒有太多錢且又只有一個人，他想出了一個計畫，讓自己不用獨自去歐洲旅行，而且還是免花費。他拿存款去買了一輛小型巴士，找了一群同伴，並用了十二個禮拜跟他們一起探索歐洲。 旅程結束後，他本來想把這台巴士賣掉，但沒有成功。於是他決定再次招集一次歐洲行，結果那個夏天他成功招集了兩趟歐洲行。一開始參加旅行的人年紀都是在19-29歲之間，奠定了contiki專屬於年輕旅人的傳統。Contiki這個詞是由兩個字組合而成，Con 來自 Continent（大洲別）這個字，Tiki 則衍生自紐西蘭毛利族祝好運的符號 。

## 行程風格
Contiki宣稱是全世界最受歡迎的青年旅遊公司，在2007年，全世界有超過150,000名年紀18到35歲之間的年輕人參加了他們舉辦的行程。根據 TourRadar這個旅遊網站，Contiki提供的行程遍及58個國家，行程總數超過331種。
Contiki的行程分成七種旅遊型態，旅行者可以從「多國探索」、「活力精彩」、「深度體驗」、「戶外露營」、「帆船遊輪與海灘」、「冬日滑雪」和「微旅行及節慶」中選擇適合自己的行程。每種旅遊型態都綜合了景點觀光及自由時間，不同的旅遊型態之間的差異，主要是住宿的方式，以及在每個地點停留的天數。